# Opération Lotus bleu
Pour les articles homonymes, voir Lotus bleu (homonymie).
Série Agent 077
Fureur sur le Bosphore
(1965)
Pour plus de détails, voir Fiche technique et Distribution.
Opération Lotus bleu (Agente 077 missione Bloody Mary) est un film d'espionnage franco-hispano-italien sorti en 1965 et réalisé par Sergio Grieco.

## Synopsis
Un bombardier des États-Unis d'Amérique, transportant une arme nucléaire baptisée Bloody Mary, s'écrase en survolant la France. L'agent secret américain 077, Dick Malloy, a pour mission de retrouver et de récupérer l'appareil, qui a disparu dans la catastrophe. Les premiers indices mènent à un officier à bord de l'avion, dont le corps n'a toutefois pas été retrouvé. Dans l'enquête, 077 est rejoint par le Dr Elsa Freeman et son collègue Lester. Ils se rendent d'abord à Paris chez le Dr Betz, puis en Espagne, d'où ils partent avec le navire Trinidad pour la Grèce. Sur le chemin, 077 est capturé par le Lotus bleu, l'organisation criminelle qui a volé la bombe, mais parvient à s'échapper et à retourner sur la terre ferme. De retour à Paris, il découvre le plan du Lotus bleu, dont le Dr Betz est le cerveau...

## Fiche technique
Sauf indication contraire, les informations mentionnées dans cette section peuvent être confirmées par la base de données cinématographiques IMDb,  présente dans la section « Liens externes ».
- Titres français : Opération Lotus bleu ou FBI contre Lotus bleu[1]
- Titre original italien : Agente 077 missione Bloody Mary[2] (litt. « Agent 077, mission Bloody Mary »)
- Titre espagnol : La muerte espera en Atenas ou Operación Loto Azul
- Réalisateur : Sergio Grieco (sous le nom de « Terence Hathaway »)
- Scénario : Sandro Continenza, Marcello Coscia, Leonardo Martin
- Photographie : Juan Julio Baena
- Montage : Enzo Alfonzi
- Musique : Angelo Francesco Lavagnino (la chanson « Bloody Mary » est arrangée par Ennio Morricone)
- Effets spéciaux : Eugenio Ascani
- Décors et costumes : Nedo Azzini (it), Franco Lotti
- Trucages : Gianfranco Mecacci
- Production : Edmondo Amati (it)
- Société de production : Fida Cinematografica, Les productions Jacques Roitfeld, Época Films S.A.
- Pays de production :  Italie -  France -  Espagne
- Langue de tournage : italien
- Format : Couleurs par Technicolor - 2,35:1 - Son mono - 35 mm
- Genre : Espionnage
- Durée : 101 minutes[2]
- Date de sortie :
  - Italie : 13 août 1965
  - France : 19 janvier 1966[1]

## Distribution
- Ken Clark : Dick Malloy / Agent 077
- Helga Liné : Elsa Freeman
- Philippe Hersent : Heston, le directeur de la CIA
- Mitsouko : Fong
- Franca Polesello : La maîtresse de Malloy
- Umberto Raho (sous le nom de « Umi Raho ») : Professeur Betz
- Susan Terry : Juanita
- Mirko Ellis : Kosky
- Antonio Gradoli (sous le nom d'« Anthony Gradwell ») : Lester
- Andrea Scotti (sous le nom d'« Andrew Scott ») : Shapiz, le chauffeur de taxi à Athènes
- Giuseppe Addobbati (sous le nom de « John Mc Douglas ») : Le général
- Erika Blanc (sous le nom d'« Erika Bianchi ») : Miss Perry
- Ignazio Leone (non crédité) : Zanov, l'agent soviétique
- Peter Blades
- Brott Lyonel
- Alfredo Mayo
- Tomas Blanco
- Dario Michaelis
- Giuliano Raffaelli (sous le nom de « Julian Rafferty »)
- Pat Basil : un tueur à gages de Betz
- Paul Mercey : le patron du music-hall
- Nino Ferrer : le chanteur
- John Jordan